# Dorgon

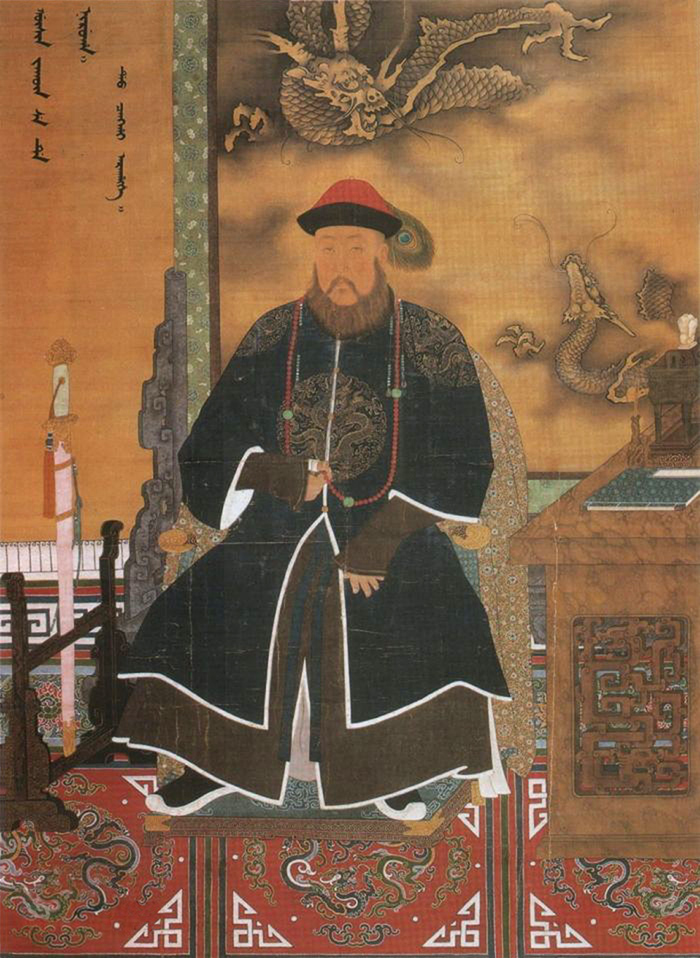
Dorgon

 Dorgon  (17 november 1612 -31 december 1650) was van 1643 tot aan zijn dood in 1650 regent van de toen minderjarige keizer Shunzhi van de Qing-dynastie.
Hij was de veertiende zoon van Nurhaci, de grondlegger van de Mantsjoe-staat die in 1636 door zijn achtste zoon en opvolger Hong Taiji werd uitgeroepen. Tijdens het regentschap van Dorgon konden de Mantsjoes in 1644 Peking innemen en het grootste deel van China onder hun heerschappij brengen. 

## Achtergrond
De Mantsjoes hadden geen vastgestelde regels om de opvolging van een heerser te regelen. Na de dood van Hong Taiji in 1643 brak er dan ook weer een machtsstrijd uit. De twee belangrijkste concurrenten waren Dorgon en Hooge, de oudste zoon van Hong Taiji. Uiteindelijk werd een vorm van een compromis bereikt, waarin beiden afzagen van het keizerschap. De elite van de Mantsjoes koos daarop Fulin, de latere en toen minderjarige Shunzhi, een jongere zoon van Hong Taiji tot keizer. 
Dorgon en Jirgalang, een zoon van een broer van Nurhaci, werden beiden tot regent benoemd. Kort daarop zag Jirgalang hiervan af en gaf de volledige controle over het regentschap aan Dorgon. Begin 1644 werd Hooge beschuldigd dit regentschap te willen ondermijnen. Zijn titels werden hem ontnomen en een aantal van zijn aanhangers werden geëxecuteerd. Die werden vervangen door aanhangers van Dorgon, vooral als commandanten van de vendels, de militaire eenheden van de Mantsjoes. Daarna was Dorgon tot aan zijn dood de min of meer onbetwiste leider van de Mantsjoes.

## De verovering van China

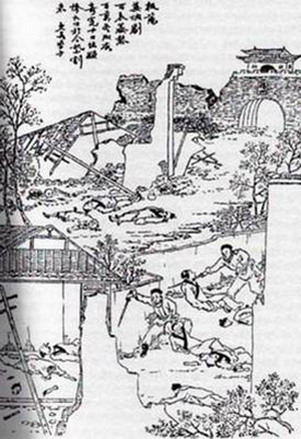
Prent uit een editie van eind negentiende eeuw van Een verslag van tien dagen in Yangzhou

De Ming-dynastie werd geconfronteerd  met een lange reeks van misoogsten in de jaren 1636- 1643 met boerenopstanden en rebellie in grote delen van het land. De leider van de rebellen Li Zicheng wist in april 1644 Peking in te nemen. De laatste keizer van de Ming, Chongzhen, pleegde zelfmoord. Een aanzienlijk deel van het rebellenleger rukte daarna op naar de Shanhaiguan-pas aan de Chinese Muur. Daar was de enige bevelhebber met een troepenmacht van enige omvang die de Ming nog trouw gebleven was. Deze Wu Sangui besloot hierop een alliantie met de Mantsjoes aan te gaan. Het rebellenleger werd vernietigend verslagen en de Mantsjoes konden vrijwel ongehinderd Peking innemen. 
Tijdens de periode van Dorgon werd het grootste deel van China veroverd. Tijdens de campagnes werden ook grote wreedheden begaan. Het bekendste daarvan is de inname van de stad Yangzhou in Jiangnan. De stad werd in 1645 belegerd door troepen onder leiding van Dodo, een broer van Dorgon, en had geweigerd zich over te geven. Na de inname van de stad werden zo goed als alle inwoners van de stad vermoord, vooral als afschrikwekkend voorbeeld voor de steden in de rest van de provincie die op dat moment nog in handen van Ming-loyalisten waren. De schattingen over het aantal slachtoffers lopen uiteen, maar de meeste historici achten in ieder geval een aantal van tweehonderdduizend reëel. 
Over de gebeurtenissen is een verslag van een verder onbekende Wang Xiuchu, een van de zeer weinige overlevenden, bewaard gebleven onder de titel Een verslag van tien dagen in Yangzhou. In de eeuwen daarna werd het werk illegaal gedrukt en verspreid onder tegenstanders van de dynastie. Het kreeg vanaf het midden van de negentiende eeuw grotere bekendheid toen het een instrument werd van raciaal bepaalde anti-Mantsjoe gevoelens. Feitelijk gebeurde de inname van de stad overigens door etnische Han-Chinezen en de meeste plunderingen en veel moorden werden uitgevoerd door bandieten uit de directe omgeving.

## Haardracht

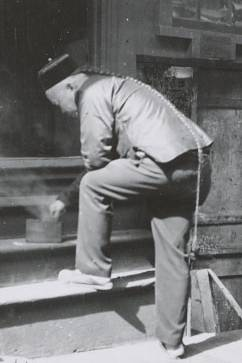
Tot begin twintigste eeuw droeg het overgrote deel van Chinese mannen hun haar in een vlecht.

Een van de meest cultureel omstreden en tot begin twintigste eeuw zichtbare maatregelen was het bevel van Dorgon aan alle mannen in het land voortaan hun voorhoofd te scheren en het resterende haar in een vlecht te dragen. Onder de Mantsjoes en bij sommige stammen in het noordoosten van China was dit de gebruikelijke haardracht, maar voor een zeer grote meerderheid van de Chinese mannen was dat in die periode een enorme verandering. In 1645 vaardigde hij daartoe een decreet uit. 
 Wij behoren tot één familie. De Keizer is zoals de vader en de mensen zijn zoals zijn zoons. De vader en de zoons zijn van hetzelfde lichaam; hoe kunnen ze dan verschillend van elkaar zijn. Als zij niet hetzelfde zouden zijn, zou het lijken of ze twee harten zouden hebben of mensen uit twee verschillende landen. Alle inwoners van de hoofdstad en de omgeving zullen het bevel om hun hoofden te scheren binnen tien dagen na deze proclamatie moeten uitvoeren. Voor de andere provincies geldt dat dit uitgevoerd moet worden uiterlijk tien dagen nadat zij kennis hiervan hebben kunnen nemen. De personen die hieraan gevolg  geven zullen tot ons land behoren. De personen die twijfelen zullen als verraderlijke bandieten worden beschouwd en zwaar beboet worden. Iedereen die dit bevel ontwijkt of daar in minachtende woorden over spreekt zal zwaar gestraft worden. 
Dorgon had waarschijnlijk de woede die dit decreet zou veroorzaken bij Han-mannen onderschat. Zij zagen hun traditionele haarstijl als een deel van hun culturele identiteit. Zij zagen het scheren van hun voorhoofd ook als een vorm van zelfverminking en als een breuk in de verering van hun voorouders die hun dit lichaam hadden geschonken. Met name bij een deel van de elites op het platteland, die feitelijk de autoriteit van de Qing al hadden aanvaard, leidde dit tot nieuwe vormen van verzet.

## Beleid
Dorgon zette het beleid van Hong Taiji voort naar een steeds verdergaande centralisatie van de machtsstructuur door het steeds verder beperken van de macht van de vendelcommandanten. Tijdens zijn bewind werd een begin gemaakt met het beleid om de vendeltroepen te gaan legeren in garnizoenen verspreid over het rijk en het door hen ontvangen van salaris en vaak een stuk grond.

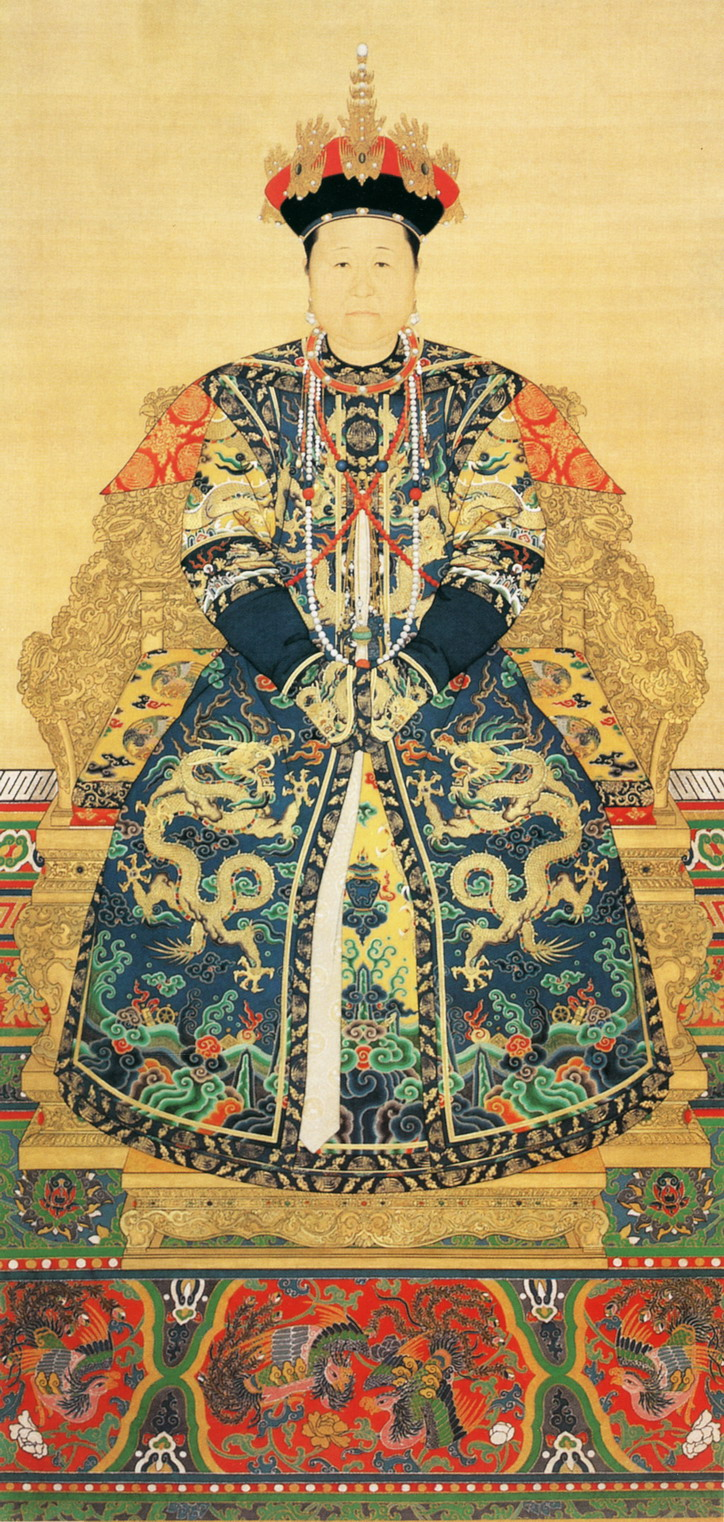
Xiao Zhuang Wen

In 1646  werd voor het eerst tijdens de periode van de Qing-dynastie opnieuw weer de examens voor bestuurders gehouden. Net zoals onder de Ming-dynastie zouden die voortaan iedere drie jaar georganiseerd worden. In het examen van 1646 moesten kandidaten de vraag beantwoorden "hoe Mantsjoes en Han-Chinezen verenigd konden worden, zodat hun harten dezelfde zouden worden en hoe zij samen zouden kunnen werken".
Dorgon benoemde in steeds toenemende mate Han-Chinezen op hoge posten. Hij handhaafde ook het beleid van de Ming om leden van de missie van de jezuïeten in China als expert te gebruiken. Dorgon begon het beleid van het creëren van een vorm van  diarchie, waarbij vroegere Ming-functionarissen en Mantsjoes gezamenlijk een hoge administratieve functie uitoefenden. Binnen de elite van de Mantsjoes werd met name over het laatste punt heel verschillend geoordeeld. Er waren facties die een acceptatie van Chinese wijzen van besturen radicaal afwezen. Die spanningen werden na zijn dood duidelijk. Dorgon werd als regent opgevolgd door Jirgalang, die eerst zijn co-regent was geweest. Jirgalang trachtte de maatregelen van Dorgon ongedaan te maken.
In die context werd aan Shunzhi een dossier voorgelegd, waarin Dorgon beschuldigd werd van ernstige mate van misbruik van macht tijdens zijn regentschap. Hierbij speelden geruchten een rol, dat Dorgon na de dood van Hong Taiji een relatie met zijn belangrijkste vrouw Xiao Zhuang Wen zou hebben gehad en ook in het geheim met haar was getrouwd. Xiao Zhuang Wen was tevens de moeder van Shunzhi. Shunzhi had een zeer slechte relatie met Dorgon en ging akkoord met het postuum ontnemen van alle verleende eerbewijzen en titels aan Dorgon. Xiao Zhuang Wen had echter grote invloed in de eerste jaren van de regeerperiode van haar kleinzoon Kangxi. Dorgon werd door Kangxi gerehabiliteerd en in de pogingen van Qianlong tot versterking van een Mantsjoe-identiteit in de achttiende eeuw zelfs bewierookt.